# Ludwig Erhard (Ingenieur)
Ludwig Erhard (* 25. August 1863 in Aicha vorm Wald, Niederbayern; † 28. Oktober 1940 in Baden bei Wien) war ein deutsch-österreichischer Ingenieur und Museumsfachmann. Er war Direktor des Technischen Museums Wien.

## Leben
Ludwig Erhard war der Sohn eines Arztes. Er studierte von 1882 bis 1886 Maschinenbau an der Technischen Hochschule München und war für kurze Zeit bei der Lokomotiven- und Maschinenfabrik J.A. Maffei beschäftigt. 1888 wurde er Vorstand der mechanisch-technischen Abteilung des Bayerischen Gewerbemuseums in Nürnberg. Zur Weltausstellung 1893 in Chicago reiste er als Bayerischer Kommissar. Auf Veranlassung von Wilhelm Exner wechselte er 1898 zum Technologischen Gewerbemuseum nach Wien, wo er Direktionssekretär wurde und die Leitung des angegliederten Gewerbeförderungsdienstes übernahm. Mit seinem Umzug nach Wien nahm Erhard die österreichische Staatsbürgerschaft an. 1899 ernannte man ihn zum Baurat, 1901 wurde er Stellvertreter des Präsidenten in der Leitung des Gewerbeförderungsdienstes. 1903 lehnte er einen Ruf an die Technische Hochschule Darmstadt ab. Im Vorfeld der Gründung des Technischen Museums wurde Erhard, der mittlerweile zum Oberbaurat aufgestiegen war, zum Beirat ernannt und mit dem Aufbau der Sammlungen betraut. Mit der Eröffnung des Museums wurde er dessen Direktor. Eine Augenerkrankung zwang ihn 1930, dieses Amt niederzulegen. Im Folgejahr gründete er das Österreichische Forschungsinstitut für Technikgeschichte und leitete dieses ehrenamtlich bis zu seinem Tod.
Ludwig Erhard war fast 50 Jahre lang Mitglied des Vereins Deutscher Ingenieure (VDI). Er war Gründungsmitglied des Fränkisch-Oberpfälzischen Bezirksvereins des VDI. Er war auch 13 Jahre lang Vorsitzender des Österreichischen Vereins deutscher Ingenieure.
Ludwig Erhard war seit 1893 mit der Deutschamerikanerin Ziska Lenk verheiratet, die er in Chicago kennengelernt hatte. Die Ehe blieb kinderlos. Erhard starb an den Folgen eines Schlaganfalls. Seine Frau war bereits im Vorjahr gestorben.

## Auszeichnungen
- Doktoringenieur ehrenhalber der Technische Hochschule Danzig
- Ehrenbürger der Technischen Hochschule Wien
- Hofrat
- 1938: VDI-Ehrenzeichen[2]